# 簡王 (周)
簡王（かんおう、? - 紀元前572年）は、中国の春秋時代の周の王。姓は姫、名は夷。

## 生涯
周の定王の子として生まれた。紀元前586年11月己酉、定王が死去すると、簡王は即位した。
紀元前580年、周公楚が伯輿と政権を争って敗れ、出奔した。簡王は劉子を派遣して鄄で周公と盟を交わさせ、呼び戻した。しかし3日後、周公は晋に亡命した。この年、晋の郤至が周と鄇の田土を争ったため、簡王は劉康公と単襄公に命じて晋の厲公に訴えさせた。
紀元前573年、晋の欒書と中行偃が主君の厲公を殺害した。周子（悼公）が留学先の成周から迎えられて晋の国君に立てられた。
紀元前572年9月辛酉、簡王は死去し、子の姫泄心（霊王）が即位した。